# Ferrari Mythos

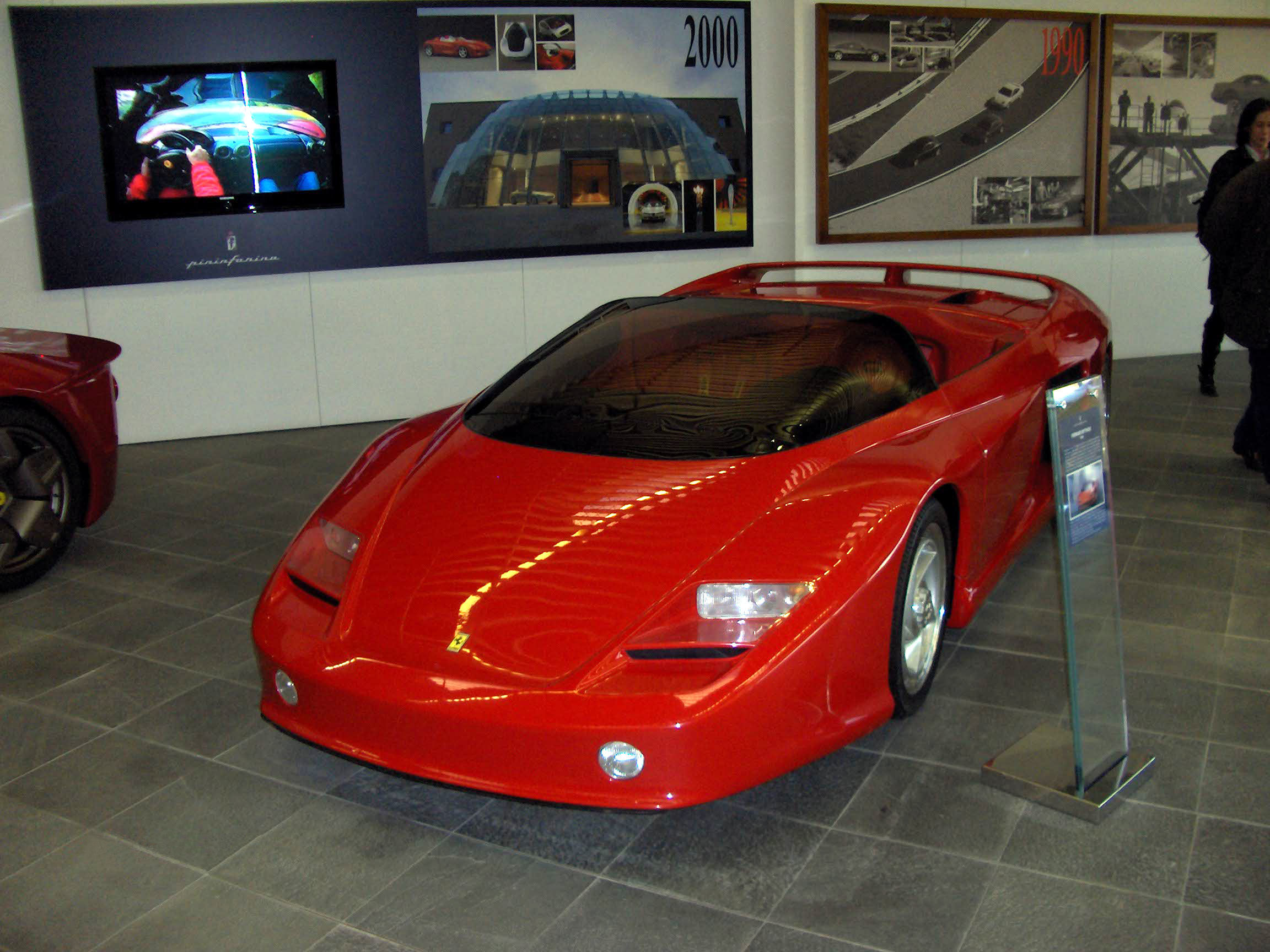
Der Ferrari Mythos von vorne

Der Ferrari Mythos ist ein Roadster-Konzeptfahrzeug von Ferrari, der im Jahr 1989 hergestellt und im selben Jahr auf der Tokyo Motor Show präsentiert wurde. 
Das Fahrzeug ist mit einem Zwölfzylinder-V-Motor mit einem Hubraum von 4942 cm³ und einer Leistung von 381 PS (280 kW) ausgestattet. Er erreicht eine Höchstgeschwindigkeit von 290 km/h und beschleunigt in 6,2 Sekunden von 0 auf 100 km/h.
Ursprünglich war das von Pininfarina konzipierte und auf dem Testarossa basierende Fahrzeug als reines Showcar konzipiert, jedoch wurden zwei weitere voll fahrbereite Straßenfahrzeuge mit festem Stahldach, mit voller Werksunterstützung produziert und an Hassanal Bolkiah, den Sultan von Brunei, geliefert. 